# سميرة خوري
سميرة خوري (مواليد 18 فبراير 1940 في فلسطين-) ممثلة أردنية.

## أعمالها

### مسلسلات
- قرية بلا سقوف 1982
- القرار الصعب 1992
- التغريبة الفلسطينية 2004
- معاوية بن أبي سفيان 2010
- العزيمة 2016
- عطر النار 2011
- دبابيس زعل وخضرا 2010
- دائرة الضوء 2011
- الرحيل 2008
- عودة أبو تايه 2008
- آخر أيام اليمامة 2005
- شهرزاد الحكاية الأخيرة 2004
- آخر الفرسان 2002

### سهرات تلفزيونية
- عقاب و شيهانة 1988

### برامج
- كيف وأخواتها

## روابط خارجية
- سميرة خوري على موقع قاعدة بيانات الأفلام العربية